# Вьор
Вьор (давньосканд. Vör — «обережна») — богиня мудрості та яснобачення, яка згадується у прозовій Едді Сноррі Стурлусона і двічі в кеннінгах. Її ім'я означає «мудра;та, від якої нічого не приховано».
Вьор вважається покровителькою гадання в скандинавському язичництві.

## Наукові теорії
Рудольф Сімек стверджує, що не зрозуміло докорінно, чи була Вьор богинею. У цій же роботі Сімек вказує, що богинь Сагу, Глін, Сьйофну, Снотр, Вьор варто розглядати як розпливчасті фігури, «в якості жіночих богинь-захисниць». Вони «відповідальні» за «конкретні області у приватній сфері. Між ними є чіткі відмінності, хоча багато чому вони схожі»
Енді Орчард коментує: «етимологічна інтерпретація Сноррі досить глибока і може означати, що у нього немає доступу до подальшого матеріалу», і зазначає, що посилання на Вьор зустрічаються рідко.